# Paul Jaboulet aîné
Paul Jaboulet aîné, est une maison de vins qui a commencé son activité à Tain-l'Hermitage en 1834.

## Histoire

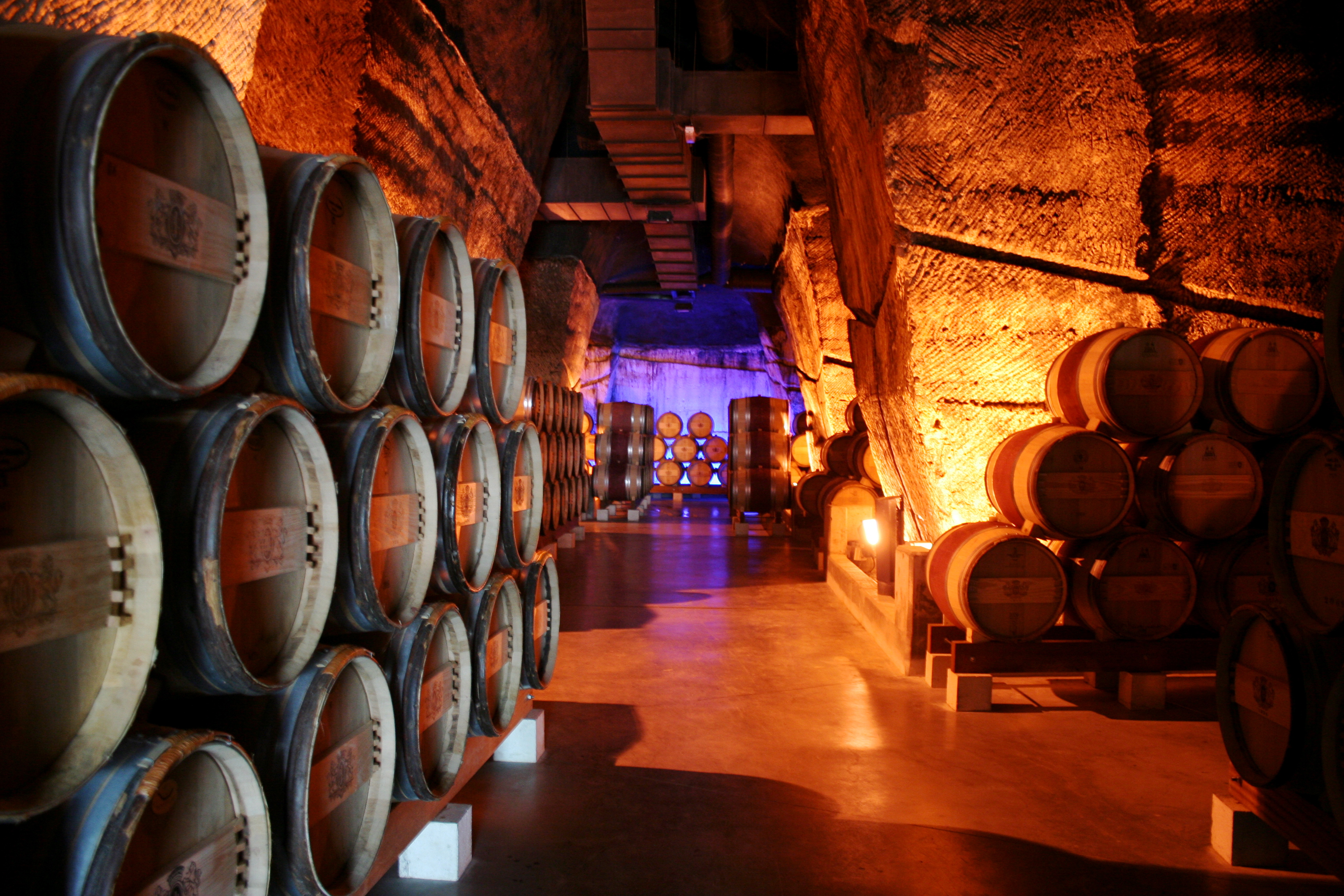
Cave du Vineum de Paul Jaboulet

Cette maison fut fondée, en 1834, par Antoine Jaboulet (1807-1864), auquel succédèrent ses fils Paul, l'aîné, et Henri. La société familiale passa de père en fils. Il y eut ensuite Louis Jaboulet, qui succéda à son grand-père Antoine Jaboulet et à son père, Paul Jaboulet. Louis Jaboulet dirigea la maison jusqu'en 1977. Son fils, Gérard Jaboulet, prit les rênes de l'entreprise jusqu'à sa mort prématurée en 1997. Ensuite, l'entreprise fut dirigée par son cousin, Michel Jaboulet. Il ne faut pas toutefois oublier les autres membres de la famille qui œuvrèrent pour l'entreprise :  Jean Jaboulet (frère de Louis Jaboulet), Jacques Jaboulet (frère de Gérard Jaboulet), Philippe Jaboulet (frère de Michel Jaboulet), Odile Jaboulet (épouse de Gérard Jaboulet), Nicolas Jaboulet (fils de Michel Jaboulet), Frédéric et Laurent Jaboulet (fils de Jacques Jaboulet).
Propriétaire de vignes sur AOC du vignoble de la vallée du Rhône, ils donnèrent à leur marque une réputation internationale[réf. nécessaire] grâce aux crus des côtes-du-rhône de la partie septentrionale et notamment l'Hermitage avec leur cuvée "La Chapelle" classée parmi les meilleurs vins au monde.
La Maison Paul Jaboulet Aîné, depuis janvier 2006, a été rachetée par la famille Frey, qui est propriétaire du Château La Lagune, 3e Grand Cru Classé de Bordeaux, du Château Corton C. en Bourgogne et possède 100 hectares en Champagne ainsi qu'une participation dans la maison Billecart-Salmon. Sous l'impulsion de Caroline Frey, vigneronne et œnologue, le domaine est certifié en viticulture biologique en 2016 et a démarré une transition en biodynamie.

## Vineum

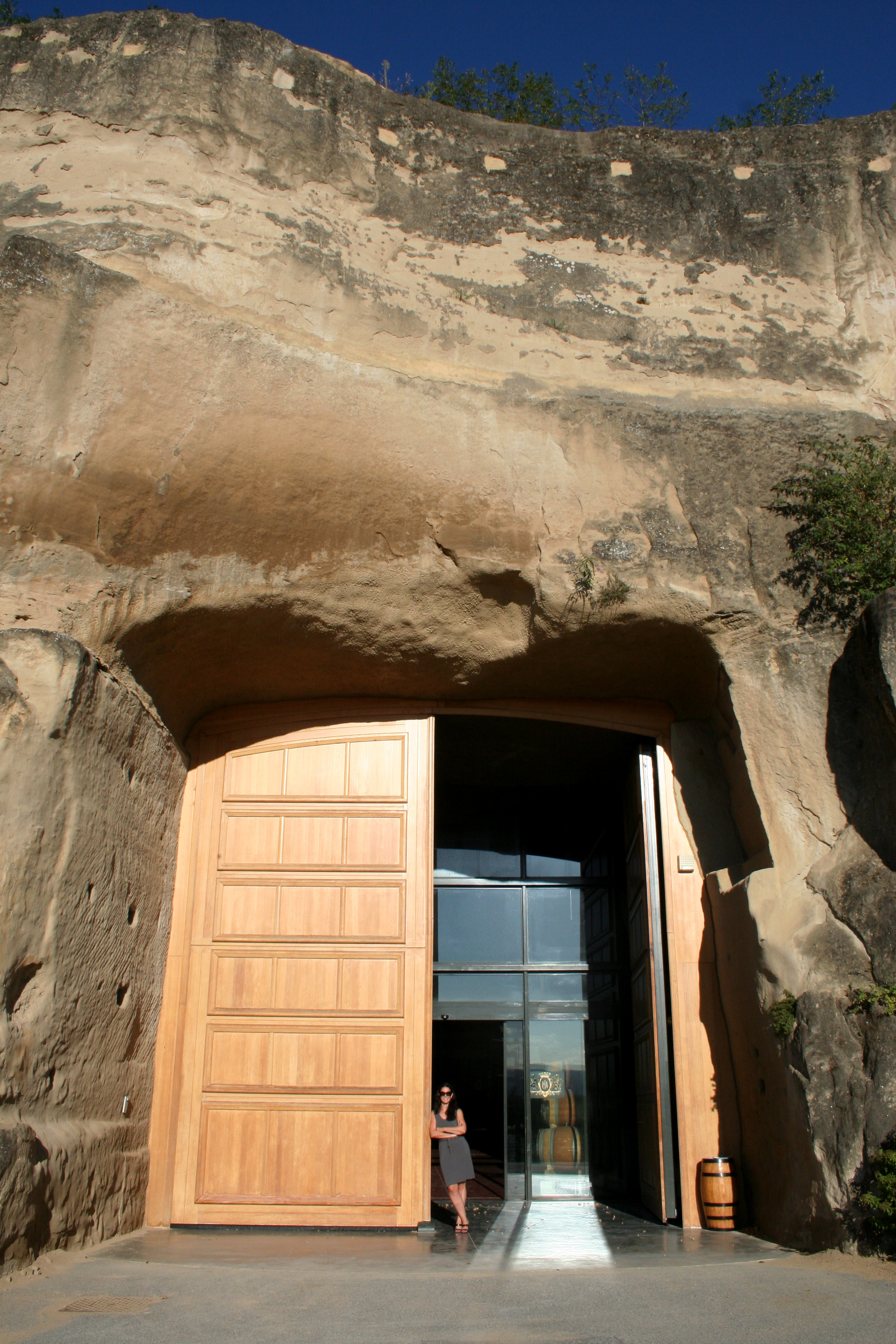
Entrée du Vineum

Cet espace, acheté en 1992 par Paul Jaboulet aîné, est une carrière de pierre qui date de l'Antiquité, exploitée dès -121 par les Romains. Situé à Châteauneuf-sur-Isère, elle s'étend sur dix-sept hectares et fut en activité jusqu'en 1886. Ces galeries souterraines, creusées dans la molasse, furent reconverties en champignonnière dans les années 1930 jusqu'en 1992. C'est à cette date qu'elles furent acquises par Paul Jaboulet Aîné pour y entreposer et y élever ses vins dans des conditions de température parfaites. Aujourd'hui l'élevage des vins se fait à Tain l'Hermitage dans une cave fonctionnant par gravité.
Désireux de se rapprocher du centre historique de la maison, les dirigeants de Paul jaboulet ainé, depuis 2012, ont changé le lieu du Vineum. Il désigne désormais un restaurant et boutique ouvert sur la place du Taurobole de Tain-l'Hermitage. Les locaux de Châteauneuf-sur-Isère ne sont plus utilisés.

## Terroirs et AOC
Paul Jaboulet aîné élabore différentes AOC de la vallée du Rhône : Hermitage, Crozes-Hermitage, Côte-rôtie, Condrieu, Saint-joseph, Cornas, Saint-Péray, Châteauneuf-du-pape, Gigondas, Vacqueyras, Beaumes-de-Venise, Muscat de Beaumes-de-Venise, Tavel, Côtes-du-Rhône villages, Côtes-du-Rhône et Ventoux